# 朝霞市内循環バス

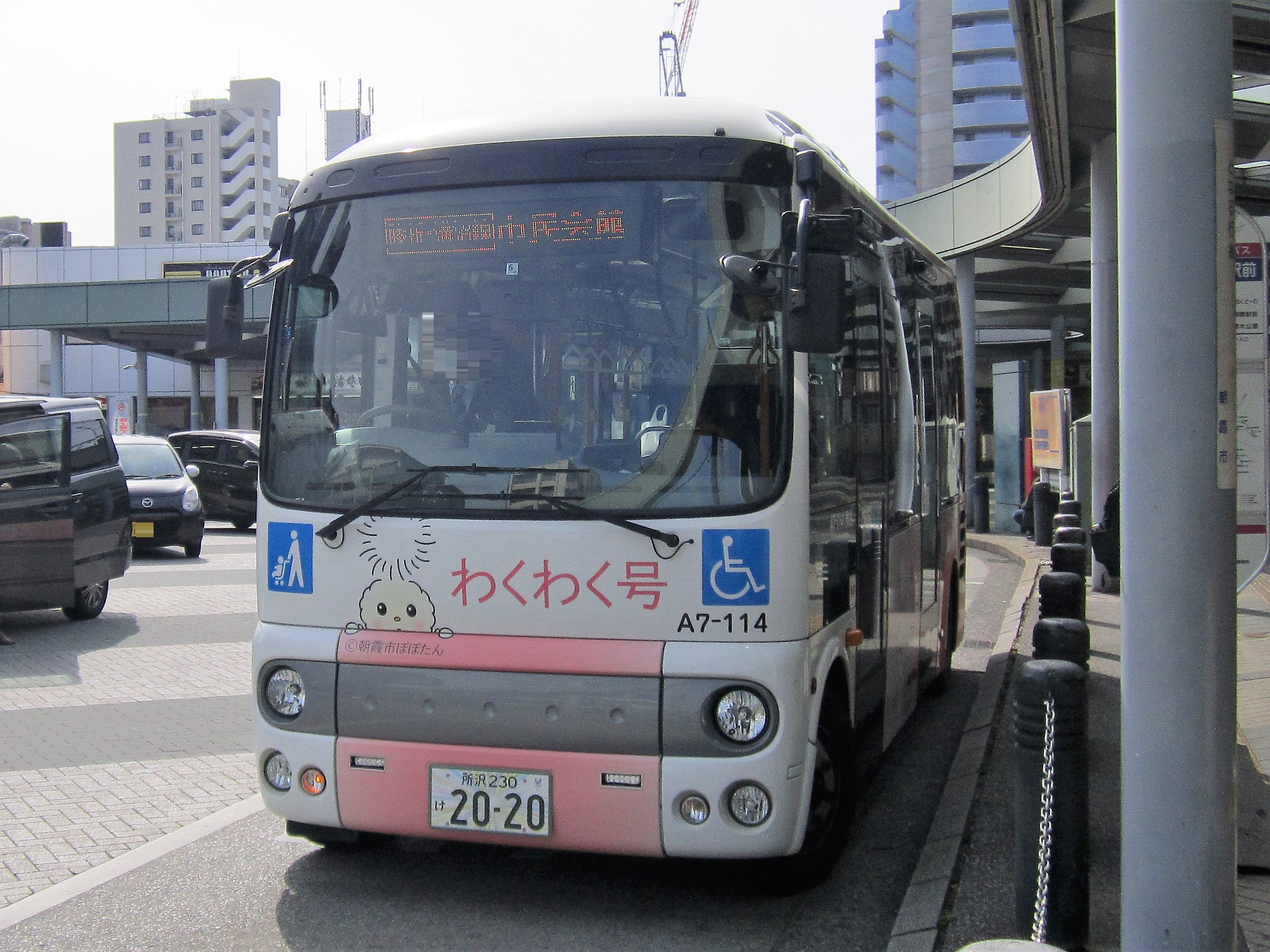
朝霞市内循環バス「わくわく号」
西武バス A7-114号車

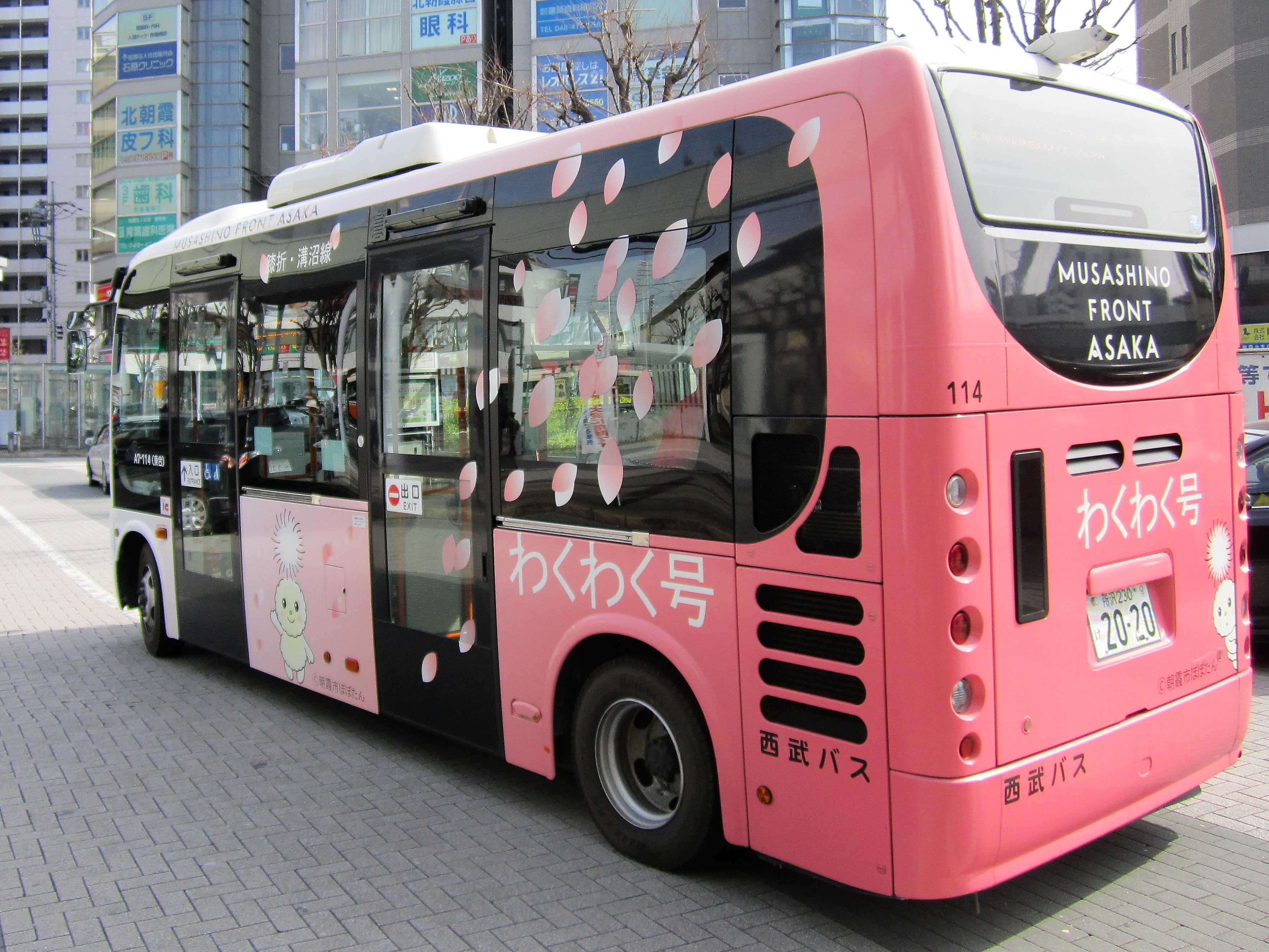
朝霞市内循環バス「わくわく号」リアスタイル
西武バス A7-114号車

朝霞市内循環バス（あさかしないじゅんかんバス）は、埼玉県朝霞市が運行するコミュニティバスである。1994年7月21日、「朝霞市内循環バス」として運行開始。2004年10月1日の路線再編に伴い、公募により「わくわく号」の愛称が与えられた。
「膝折・溝沼線」「根岸台線」「宮戸線」「内間木線」の4路線が運行されている。
運行開始以来、市内で一般路線バスを運行する西武バス新座営業所、東武バスウエスト新座営業事務所、国際興業バス西浦和営業所の3社が運行受託してきたが、内間木線を担当してきた国際興業バスが「深刻な運転手不足」を理由に市に撤退を申し出、他のバス事業者も同様に運転手不足により代替できないと回答したことから、内間木線はタクシー事業者による運行に変更され、2024年（令和6年）4月1日より市内に本社を置くタクシー事業者の昭和交通株式会社（飛鳥交通グループ、朝霞市本町2丁目）が受託運行することとなった。なお、昭和交通による内間木線の運行は、翌2025年（令和7年）3月31日までの暫定措置であり、市は翌年度以降の運行については地域公共交通協議会などで検討するとした。また他の受託事業者の運転手不足を理由に、同時に2024年（令和6年）4月1日より全路線で減便を行った。

## 概要
1990年代前半に運行開始したコミュニティバスで、首都圏でも早い時期の開業である（武蔵野市のムーバスは1995年11月開業）。埼玉県内のコミュニティバスを多数受託運行する3社（西武バス・東武バス・国際興業バス）にとっても最初期の受託であり、朝霞市のコミュニティバスに対する意欲的な取り組みは、その後多くの路線が生まれた埼玉県内のコミュニティバスの嚆矢ともなった。

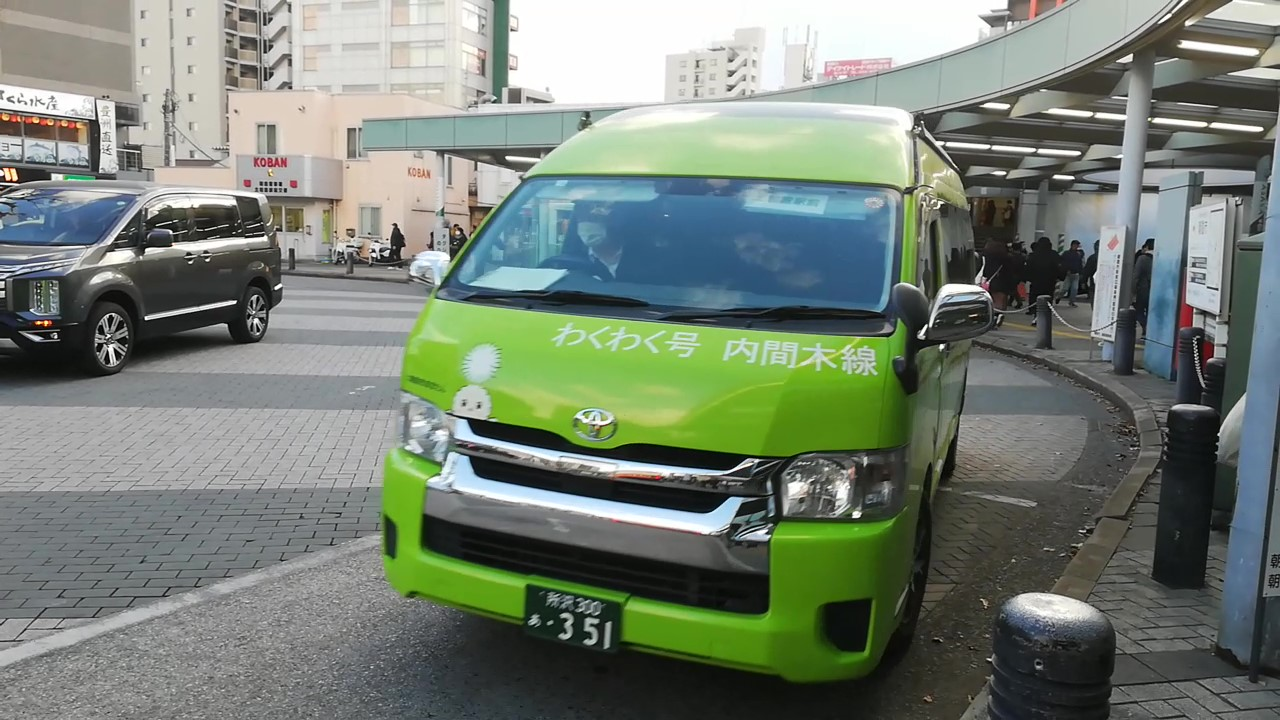
内間木線専用車両(昭和交通)

国際興業バスでは初のコミュニティバス運行受託であり、その後浦和市、日高市と続く。西武バスでは1991年の練馬区シャトルバス（現：みどりバス）に続き2番目で、埼玉県内では初の受託となる。その後新座市、川越市、日高市と続いた。
また東武バス（当時は東武鉄道直営）では、1989年の岩槻市公共施設循環バス（さいたま市への合併に伴い廃止、さいたま市コミュニティバスへ移行）、1993年の和光市無料循環バス（現：和光市内循環バス）以降、埼玉県内で多数の無料福祉バスやコミュニティバスを受託しており、その最初期のひとつにあたる。
市内循環型バスネットワークとして運行されており、温水プール・温浴施設・トレーニングジムなどを備えた市営の総合健康増進施設「朝霞市健康増進センター わくわくどーむ」を中心とした路線網を形成し、愛称「わくわく号」もそれにちなんで命名された。開業以来すべての路線がわくわくどーむに乗り入れていたが、2017年10月1日の路線再編で膝折・溝沼線、内間木線ではわくわくどーむへの乗り入れを終了した。
前述のとおり、2024年4月1日から、内間木線の運行委託事業者を昭和交通へ変更した。運行形態は道路運送法第21条に基づく一般乗用旅客自動車運送事業者による乗合事業である。

## 沿革

### 開業時の運賃と運行形態
朝霞市内は幹線道路がそう多くはなく、従来の一般路線バスが運行されている地域以外では交通空白地帯が多く存在した。ベッドタウンとして朝霞市の人口も年々増え、駅前の放置自転車などが問題視されたこともあり、交通空白地域の住民が最寄り駅や市役所へ出かける際の便宜を図ろうと、市がコミュニティバスを計画した。
朝霞市内に路線を持つバス事業者3社、東武鉄道（現・東武バスウエスト）・西武バス・国際興業バスに運行委託を依頼して承認され、1994年7月21日より運行開始した。
1994年の開業時は、以下2つの循環路線で運行開始した。
- わくわくどーむ - 宮戸交番前 - 北朝霞駅 - 溝沼三丁目 - 末無川 - 朝霞市役所 - 朝霞駅北口 - 根岸台八丁目 - 北朝霞駅 - 宮戸交番前 - わくわくどーむ
- 朝霞市役所 - 朝霞駅北口 - 根岸台八丁目 - 北朝霞駅 - 宮戸交番前 - わくわくどーむ -  宮戸交番前 - 北朝霞駅 - 溝沼三丁目 - 末無川 - 朝霞市役所

開業時の運賃は1区間170円、2区間以上190円（いずれも大人運賃）で、現金または専用紙式回数券での後払い方式であった。

### 運行形態と車両の変化
その後、ルートの拡大やダイヤ改正を経て市内を一巡する形となり、運賃も初乗り170円の一般路線バスに準じた多区間制運賃となった。
2003年10月1日に2代目専用車として、小型ノンステップバスの日野・レインボーHRを導入した。2代目専用車は環境に配慮してCNG車を採用した。初代専用車は運行事業者により車種がまちまちだったが、このときから車種が統一された。
2004年10月1日に路線再編を行い、北朝霞駅と宮戸地区を巡回する宮戸線、北朝霞駅から内間木地区を結ぶ内間木線が新設、4路線となる。合わせて市内循環バスの愛称を公募した。愛称は「わくわく号」に決定され、前年に導入された2代目専用車には、前面に大きく「わくわく号」の文字を書いた新デザインのラッピングが施された。
2006年には運賃制度を再度改定し、多区間運賃から均一運賃（大人150円・小児80円）に変更された。

### 2017年の大規模再編
市の検討委員会が2015年3月にまとめた「朝霞市内循環バス『わくわく号』の運行見直し方針」に基づき、2017年10月1日付で「わくわく号」の大規模再編が実施された。路線再編とダイヤ改正と同時に、CNG車の老朽化により新型車両を導入、車両デザインも変更された
見直しのための調査の結果、乗客の主目的が鉄道駅へのアクセスであること、わくわくどーむは200台収容の無料駐車場完備であり、利用者の大半がマイカーで来館するという利用実態を踏まえ、運行開始当初の「わくわくどーむを中心とした市内循環型バスネットワーク」という考え方を見直すに至った。その結果、膝折・溝沼線、内間木線のわくわくどーむ乗り入れを終了した。
その一方で、市民から増便の要望も高いことから、利用率の低い区間を廃止して増便などのサービス向上に振り向ける方針とした。利便性が低下し乗客の少ない内間木線に関しては、幹線系路線と支線系路線に分割して幹線は減便し、それを補うため支線系路線を新設して社会実験を開始した。
またそれまでは、3 - 4か月ごとに運行事業者の担当路線が変わる形態を取っており、バス停留所などの時刻表には、どのバス事業者が運行しているのか明記されていなかった。同日の路線再編とダイヤ改正により、路線ごとに運行するバス会社が指定されることになり、膝折・溝沼線が西武バス、根岸台線と宮戸線が東武バス、内間木線が国際興業バスと、各路線ごとに担当会社が指定されることになった。同時に各停留所に、路線名アルファベットと停留所の数字を組み合わせたバス停ナンバリングが割り振られた（例：膝折・溝沼線の「朝霞市役所」バス停には「H22」、宮戸線の「北朝霞駅前」バス停には「M1」など）。また路線再編と同時に導入された新型車両では、各社の車両カラーリングと担当路線のラインカラーを一致させ、どの路線の車両かをわかりやすくした（#車両も参照）。
翌2018年5月16日、内間木線での社会実験の結果を受けて、ルート変更とダイヤ改正を行った。根岸台線・内間木線（幹線系路線）で、同年1月1日に移転新築したTMGあさか医療センター（旧：朝霞台中央総合病院）への乗り入れを開始した。同時に内間木線（循環系路線）社会実験では、利用者低迷を受けてルート変更と減便も行われた（後述）。

### 2020年代以降
2021年より、年末年始の運休期間が12月29日から1月3日までに見直された。
2023年7月1日には「過去に例がないほどの苦境」を理由として運賃を再度改定、大人180円・小児90円、障害者手帳（身体障害者手帳・療育手帳・精神障害者保健福祉手帳）提示の場合は大人90円・小児50円に変更した。
2024年4月1日より前述のとおり、国際興業バスが運転手不足を理由に内間木線の運行受託から撤退、市内に本社を置くタクシー事業者の昭和交通に委託事業者を変更した。また他の受託事業者の運転手不足を理由に、同日付で全路線での減便を実施した。

### 年表
- 1994年7月21日 - 運行開始[3][4]。
  - 2路線で運行開始。北朝霞駅・朝霞駅北口・朝霞市役所・わくわくどーむを経由する循環路線。総延長17キロ。
  - 初代専用車両は、各社1台ずつ計3台。
  - 運賃は大人1区間170円、2区間以上190円（のち多区間運賃へ変更）。
- 1997年2月 - 膝折・溝沼回りを東京都浄水場裏を迂回する路線に変更し、総延長が19.9キロとなる。
- 2003年10月1日 - 2代目専用車両（日野・レインボーHR、CNG車）導入。
- 2004年10月1日 - 路線再編。宮戸線と内間木線を新たに加え、4路線となる。総延長36.4キロ。公募により「わくわく号」の愛称が与えられる。車両ラッピング変更。
- 2006年 - 多区間運賃から均一運賃（大人150円・小児80円）へ変更。
- 2010年4月1日 - ダイヤ改正。乗継券（大人50円、小児30円）による乗継制度開始。
- 2011年4月 - 市内在住の障害者に無料特別乗車証を交付開始。
- 2013年4月 - 障害者手帳3種による割引を開始、市外在住の障害者に対する半額乗車証の交付を終了。
- 2015年3月 - 朝霞市より「市内循環バスの運行見直し方針」が提言される[15]。
  - 全4路線がわくわくどーむへ乗り入れていたが、方針見直しにより経路変更。
- 2017年
  - 10月1日 - 路線再編[18]。
    - 3代目専用車両（日野・ポンチョ）導入、車両ラッピング変更。
    - 膝折・溝沼線、内間木線でわくわくどーむへの乗り入れを終了。
    - 内間木線でルート変更と減便。循環系路線を新設しワンボックスカーによる社会実験開始。
    - 乗継券が無料となる。

  - 12月 - 膝折・溝沼線、根岸台線の新型車両をオリンピックナンバーに変更。
- 2018年
  - 5月 - 内間木線（幹線系路線）に新型車両導入。2代目専用車両は全廃。
  - 5月16日 - ルート変更・ダイヤ改正。
    - 根岸台線、内間木線（幹線）でTMGあさか医療センターへの乗り入れ開始。
    - 内間木線循環系路線でルート変更と減便。
- 2021年 - 年末年始の運休期間を12月29日から1月3日までに見直し[21]。
- 2023年
  - 7月1日 - 運賃が大人150円・小児80円から大人180円・小児90円に改定[22]。
  - 7月24日 - 膝折・溝沼線、根岸台線、宮戸線の3路線に新たにバスロケーションシステムを導入[23]。なお内間木線については、国際興業の一般路線と同様のシステムが以前より稼働していた。
- 2024年
  - 4月1日 - 国際興業バスが内間木線から撤退、昭和交通に委託事業者を変更[5][8]。また同日付で全路線での減便を実施[8]。

## 運賃・乗車券類

### 運賃・支払方法
- 大人180円・小児90円の均一運賃で、未就学児童は無料。前乗り前払い方式。
- 運賃支払いは現金のほか、PASMO・Suica などの交通系ICカード（交通系ICカード全国相互利用サービス対応カード含む）も利用できる。
  - 交通系ICカードでの支払い時も現金と同額（IC運賃の適用はなし）。
  - 2021年3月31日までは、PASMO・Suica での支払い時は、バス利用特典サービスの対象となった。

### 乗継サービス
- 朝霞市役所、北朝霞駅前、わくわくどーむの各バス停留所で、乗継券による他路線への乗り継ぎサービスがある。
  - 2010年4月のダイヤ改正より、乗車時に運転士へ申し出れば乗継券（大人50円、小児30円）が発行されるようになった。
  - 2017年10月1日より、乗継券は無料となった。

### 障害者割引
- 朝霞市内在住の障害者手帳所持者向けに、特別乗車証を発行している。これを提示して乗車する場合には運賃が無料となる。
  - 市内在住者の障害者割引（無料措置）は、2011年4月より実施。
  - 市内在住の身体障害者手帳第1種の所持者は、特別乗車証と手帳の双方を提示した場合、介助者1名が半額となる。
  - 市内在住の精神障害者保健福祉手帳と療育手帳の所持者で、特別乗車証に「要介護者」と記載されている場合、介助者1名も半額となる。
- 朝霞市外在住の障害者は、障害者手帳を提示した場合、大人90円、小児50円となる（交通系ICカード利用でも現金と同額）。
  - 乗継券による無料乗り継ぎも利用できる。
  - 2017年10月までは乗り継ぎの場合、再度の障害者手帳提示と乗継券提出で割引（大人30円、小児20円）であった。
  - 介助者の取り扱いは、運行担当バス会社の一般路線バスに準ずる。
- 2013年3月までは、朝霞市外在住の障害者手帳所持者向けにも、半額用の特別乗車証が発行されていた
  - 特別乗車証は朝霞市役所で発行され、乗車証の右上に「半額」と赤字で記されていた。
  - それ以前も、身体障害者手帳と療育手帳を提示した場合に半額になったが、精神障害者保健福祉手帳を提示しても半額にはならなかった。ただし精神障害者も上記の半額用乗車証を発行し、提示した場合には半額となった。
  - 身体障害者と知的障害者（どちらも障害者手帳所持者）は、障害者手帳と半額乗車証のどちらを提示してもよかったため、半額乗車証を作る意味があまりなかった。
  - 2013年4月より、埼玉県内の路線バスで精神障害者保健福祉手帳も半額で乗車できるようになったのに合わせ、朝霞市内循環バスでも精神障害者は、手帳の提示で半額となるようになった。
  - 2013年4月から3種の障害者手帳すべてで割引が適用されるようになったため、市外在住の障害者手帳所持者向けの半額乗車証の発行は終了した。
- 2023年7月1日の運賃改定に伴い、運賃が大人80円・小児40円から大人90円・小児50円となる。

## 路線

### 現行路線
全路線がJR武蔵野線北朝霞駅を発着し、隣接する東武東上線朝霞台駅も利用できる。朝霞駅よりも北朝霞駅へのアクセスを重視しているのは、JR武蔵野線と東武東上線の両方の需要を満たすためである。
バス停留所名は主要なもののみ記載。

#### 膝折・溝沼線
- 担当：西武バス新座営業所
- ラインカラー：ピンク
- 北朝霞駅前 - 産業文化センター入口 - 朝霞厚生病院 - 溝沼老人福祉センター - 幸町一丁目 - 膝折市民センター入口 - 末無川 - 朝霞警察署前 -  栄町市民センター入口 - 図書館入口 - 朝霞駅南口 -  朝霞郵便局前 - 朝霞市役所 - 朝霞税務署前 - 市民会館

市南西部を大回りする形で各種公共施設を経由しながら運行し、北朝霞駅と黒目川沿いの膝折・溝沼地区と朝霞駅南口方面を結ぶ路線。運行開始時のルートをほぼ踏襲している。このルートに限らず他のルートも、朝霞駅前整備工事により駅前バスロータリーに市内循環バスの乗り入れが可能となり、利便性が飛躍的に向上した。
膝折・溝沼線も過去にはわくわくどーむに乗り入れていたが、2017年10月1日の路線再編でルートを見直し、市民会館・北朝霞駅前を始終着とし、北朝霞駅前 - わくわくどーむ間を廃止した。
2019年8月19日、「朝霞警察署前」停留所が「幸町三丁目交差点」に改称された。

#### 根岸台線
- 担当：東武バスウエスト新座営業事務所
- ラインカラー：ブルー
- 朝霞市役所 - 図書館 - 朝霞駅東口 - 東朝霞公民館 - 根岸台八丁目 - 岡三丁目 - 宮台・柊塚古墳前 - TMGあさか医療センター - 朝霞市斎場 - 産業文化センター入口 - 北朝霞駅前 - 浄水場入口 - 農産物直売所 - わくわくどーむ

朝霞駅東口方面から市南東部の根岸台地区と北朝霞駅を結ぶ路線。こちらも運行開始時のルートをほぼ踏襲している。かつてルートごとに運行会社が分担されていなかった時代は、膝折・溝沼線の北朝霞駅止まりの一部が、折り返し根岸台線の北朝霞駅前初発便になっていた。
宮戸線とともにわくわくどーむに乗り入れ、北朝霞駅前 - わくわくどーむ間は宮戸線との並行区間。朝の1便は朝霞市役所発、北朝霞駅前止まりの区間便となっている。
わくわくどーむ付近の「農産物直売所」停留所は「朝霞市浜崎農業交流センター」の最寄り停留所で、宮戸線も同停留所を経由する。
2017年10月1日の再編で開始されたバス停ナンバリングは、北朝霞駅前バス停が起点になるように付番されているため、根岸台線ではバス停ナンバリングと実際の運行方向が逆になっている。
2018年5月16日よりルート変更・ダイヤ改正。内間木線（幹線）とともに、TMGあさか医療センターへの乗り入れを開始した。

#### 宮戸線（循環）
- 担当：東武バスウエスト新座営業事務所
- ラインカラー：パープル
- 北朝霞駅前 - 北朝霞公民館 - 朝志ヶ丘四丁目 - 宮戸三丁目 - 内間木支所 - わくわくどーむ - 農産物直売所 - 浄水場入口 - 北朝霞駅前 （循環路線・両回り運行）

市北部の宮戸地区を北朝霞駅を起終点として循環する路線。従来の一般路線バスが入れない狭隘路線に進入し、北朝霞駅および隣接する朝霞台駅へのアクセスを担っている。わくわくどーむ - 北朝霞駅前間は根岸台線との並行区間。

#### 内間木線
開業時は、市北東部の内間木地区を迂回して北朝霞駅前へ結ぶ路線であった。大回りルートのため運行距離が長く駅への速達性が損なわれていたことと、1 - 2時間に1本という本数の少なさもあり、利便性が高いとは言いがたい状態であった。
2017年10月1日の路線再編により、幹線系路線・循環系路線に分割され、新設された循環系路線はワンボックスカーによる無料運行の社会実験として暫定的に運行開始された。同時に幹線系路線ではルート変更が行われ、わくわくどーむへの乗り入れを終了した。
この社会実験では、幹線系路線は内間木公園 - 北朝霞駅間を約15分で結び、路線バス用の車両1台で1時間に2本の便数を確保する。循環系路線は幹線系を補完する支線として、ワンボックスカーの専用車両1台で高頻度の便数を設定し、内間木公園バス停を起終点に地域内を循環し、幹線系路線に乗り継いで北朝霞駅へのアクセスを確保するという「二段構え」の役割分担が図られた。
2018年5月16日のルート変更・ダイヤ改正で、幹線系路線はTMGあさか医療センターへの乗り入れを開始した。同時に循環系路線は利用者低迷を受けてルート変更と減便が行われた。
内間木線は運行開始以来、国際興業バス西浦和営業所が担当してきたが、同社の運転手不足を理由に、2024年4月1日よりタクシー事業者の昭和交通に委託事業者を変更した。

##### 内間木線（幹線系路線）
- 担当：昭和交通
- ラインカラー：グリーン
- 北朝霞駅前 - 産業文化センター入口 - 朝霞市斎場 - TMGあさか医療センター - 博物館前 - 内間木公民館前 - 下内間木 - 上内間木 - 丸沼 - 内間木公園

朝霞市市内循環バス「内間木公園」バス停は、国際興業バス「内間木」バス停と同じ位置にある。国際興業バス「内間木」バス停は、以前は「湯～ぐうじょう」というバス停名であったが、2015年10月1日に「内間木」に変更された。内間木公園内には市営の温浴施設「朝霞市憩いの湯　湯～ぐうじょう」が存在したが、2006年4月に営業休止となり、2013年に閉鎖された。「湯～ぐうじょう」廃止後もバス停名として残っていたが、実態に合わせてバス停名も変更された。
運行開始時から2017年9月までの経路は、北朝霞駅前 - 浄水場入口 - わくわくどーむ - 博物館前 -（省略）- 内間木公園であった。
2017年10月1日の路線再編でルート変更され、わくわくどーむへの乗り入れを終了した。北朝霞駅 - 博物館前の経路が変更され、わくわくどーむ経由から産業文化センター経由となり、産業文化センターバス停に3路線が停車するようになった。また同時に内間木線は利用者が少ないため減便され、それを補うため循環系路線が内間木公園始終着で新設、社会実験として試験運行が開始された。
2018年5月16日より、根岸台線とともに、TMGあさか医療センターへの乗り入れを開始した。

##### 内間木線（循環系路線）
- 担当：昭和交通
- 内間木公園 - 丸沼 - 釜口 - 障害者ふれあいセンター入口 - 中通 - 内間木公園 （循環路線・両回り運行）

2017年10月1日の路線再編により試験的に運行開始。社会実験として運賃無料での運行。
乗合タクシー方式で、1日24便、平日・土日とも同時刻の運行。車両は8人乗りワンボックスカー車両での運行（法定点検時などを除く。市では「ワゴン車」と呼称する）。使用車両はリース車両のトヨタ・ハイエースで、自家用登録（白ナンバー）で銀色一色の車両に「市内循環バス内間木線　循環系路線」の文字と「ぽぽたん」のイラストが描かれた、内間木線のラインカラーであるグリーンのステッカーを付けて運行する。またパークアンドバスライドの試みとして、内間木公園バス停にバス利用者用の無料駐車場・駐輪場・バイク置場を設け、交通結節点として利用することとした。
2018年5月16日、内間木線ダイヤ改正。同時に循環系路線の利用者低迷を受けてルートを変更し、一日19便に減便。6月16日に地元説明会を行い、低実績が続けば社会実験は中止せざるを得ないことに町内会役員を含めた参加者が合意。8月に社会実験の継続可否を審議することとなり、9月で社会実験を終了することが決定された。内間木公園バス停の交通結節点としての無料駐車場・駐輪場としての利用は市の土地活用方針が決まるまで暫定的に継続し、内間木地区を含む公共交通空白地区の改善は2019年度以降に改めて行い、持続可能な市内循環バスへの見直しを検討することとした。

### 過去の路線

#### 2017年10月改正までの路線
運行開始時の構想に基づくダイヤ編成となっているため、平日は朝夕ラッシュ時に運行本数が比較的多く設定され、土日・祝日は日中に運行本数が確保されていた。
バス停留所名は主要なもののみ記載。

##### 膝折・溝沼線
- 朝霞市役所 - 市民会館 - 朝霞税務署前 - 朝霞駅南口 - 第四中学校入口 - 朝霞警察署 - 末無川 - 溝沼三丁目 - 産業文化センター入口 - 北朝霞駅前 - 浄水場入口 - わくわくどーむ（市役所 - 北朝霞駅前間の区間便あり）

運行開始時のルートをほぼ踏襲している。

##### 根岸台線
- 朝霞市役所 - 朝霞駅東口 - 根岸台八丁目 - 岡三丁目 - 産業文化センター入口 - 北朝霞駅前 - 浄水場入口 - わくわくどーむ（朝霞市役所 ← 北朝霞駅前間の区間便あり）

運行開始時のルートをほぼ踏襲している。膝折・溝沼線の北朝霞駅止まりの一部が、折り返し根岸台線の北朝霞駅初発便となる。

##### 宮戸線
- 北朝霞駅前 - 朝志ヶ丘四丁目 - 宮戸三丁目 - わくわくどーむ - 浄水場入口 - 北朝霞駅前（両回り運行）

北朝霞駅を起終点とする循環路線。従来の一般路線バスが入れない狭隘路を運行し、宮戸地区と北朝霞駅・朝霞台駅へのアクセスを担う路線として設定された。

##### 内間木線
- 北朝霞駅前 - 浄水場入口 - わくわくどーむ - 博物館前 - 新盛橋 - 上内間木 - 丸沼 - 内間木公園

2010年4月1日のダイヤ改正で、運行区間が一部変更された。

## 車両

### 現行車両

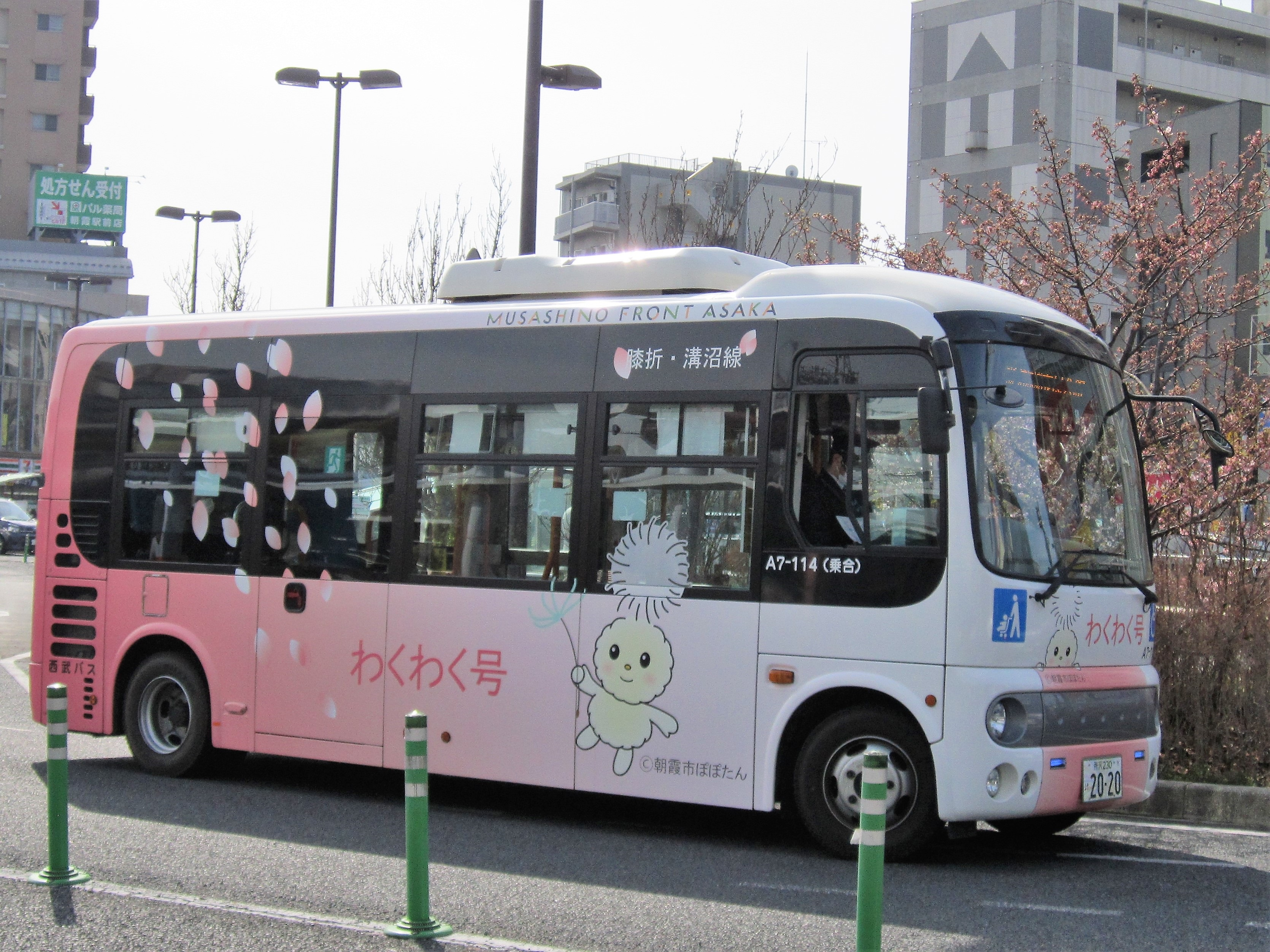
「ぽぽたん」ラッピングの新型車両
西武バス A7-114号車

- 日野・ポンチョ - 2ドアロングボディ、ノンステップバス
  - 2017年10月1日の路線再編と同時に使用開始された3代目車両。日野・レインボーHR（CNG車）の老朽化に伴い、ポンチョに代替された。
- トヨタ・ハイエース - 自家用登録（白ナンバー）、銀色一色[5]
  - 2024年4月1日、内間木線の委託先が国際興業バスから昭和交通へ変更されたことに伴い、同路線の専用車両がポンチョから変更された[5]。

#### 車両デザイン
現行車両の導入に伴い、カラーリングも3社共通から再度変更された。西武バスがライトピンク、東武バスがライトブルーとパープルのグラデーション、国際興業バスがライトグリーンの3色となり、各社の担当路線のラインカラーと車両の色を一致させた。
車体ラッピングの新デザインは、市内を流れる黒目川と、市の花ツツジ・市の木ケヤキをあしらったものとなっている。
また、同2017年3月15日に誕生した朝霞市の公式キャラクター「ぽぽたん」が全車両にラッピングされている。黒目川のほとりに咲くたんぽぽの妖精という設定で、キャラクターの名称は全国公募により決定された。
- 膝折・溝沼線（西武バス）2台：ライトピンク、ぽぽたんとツツジの花びら
- 根岸台線・宮戸線（東武バス）3台：ライトブルー×パープル：ぽぽたんと黒目川
- 内間木線（国際興業バス）1台：ライトグリーン：ぽぽたんとケヤキの葉[34][36]

新型車両のデザインは、東洋大学朝霞キャンパスのライフデザイン学部の学生に依頼し、市の選定委員会が選定したもので、同学部人間環境デザイン学科4年生の女子大学生の作品が採用された。
国際興業バスでは、2017年10月1日の路線再編に新車導入が間に合わず、翌2018年5月に新型車両（778号車）が納入されるまで、2代目車両の日野・レインボーHR（726号車）の上から、ライトグリーンの新塗装ラッピングを施して運行していた。内間木線専用の新車導入に伴い、2代目専用車両の日野・レインボーHRは全廃された。なお726号車は川口市コミュニティバス「みんななかまバス」からの転属車で、CNG車ではなかったため最後まで残り、除籍後は元国際興業グループの秋北バスへ移籍している。

#### オリンピックナンバープレート
2017年12月より、新型車両のナンバープレートが、2020年東京オリンピック・パラリンピック競技大会特別仕様ナンバープレートに交換され、全車が希望ナンバーで「20-20」を取得している。朝霞市内の陸上自衛隊朝霞訓練場がオリンピックの射撃競技会場となったため（2020年東京オリンピック・パラリンピックの競技会場も参照）。新型車両全6台に特別仕様ナンバープレートが採用され、すでに新型車両を導入済みの膝折・溝沼線（西武バス）2台、根岸台線・宮戸線（東武バス）3台は、同年12月にナンバープレートが交換された。内間木線（国際興業バス）では、2018年5月に代替を予定していた新型車両1台も特別仕様ナンバープレートで導入された。

### 過去の車両

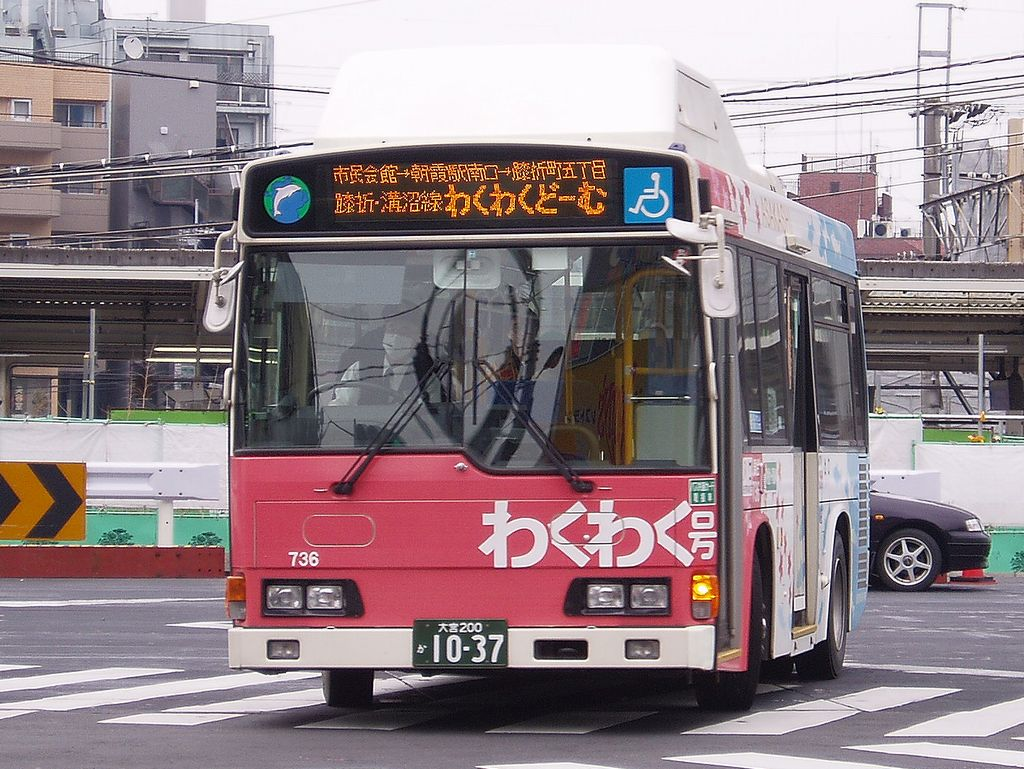
2代目車両のCNG車
国際興業バス
736号車

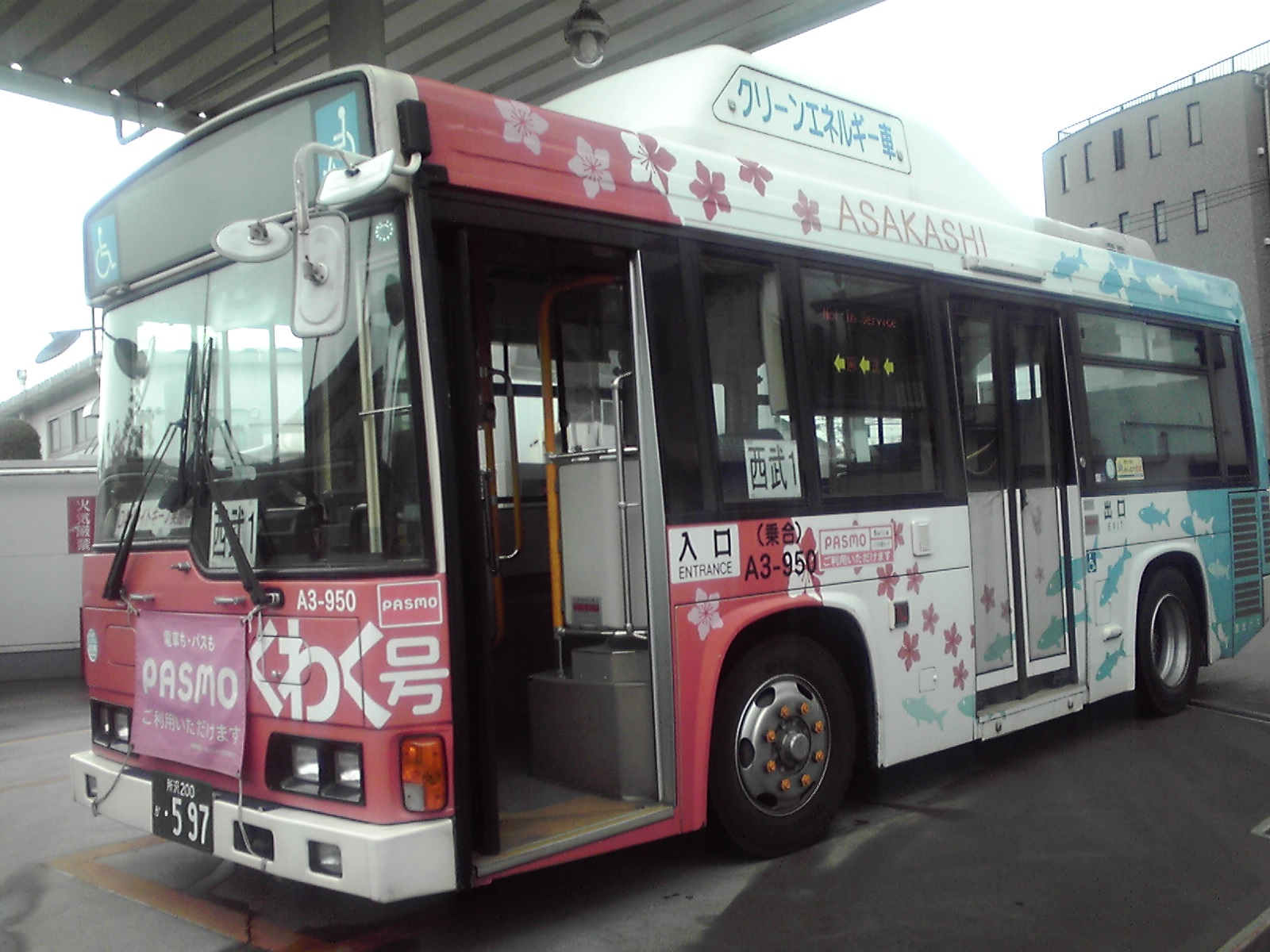
2代目車両のCNG車
西武バス A3-950号車

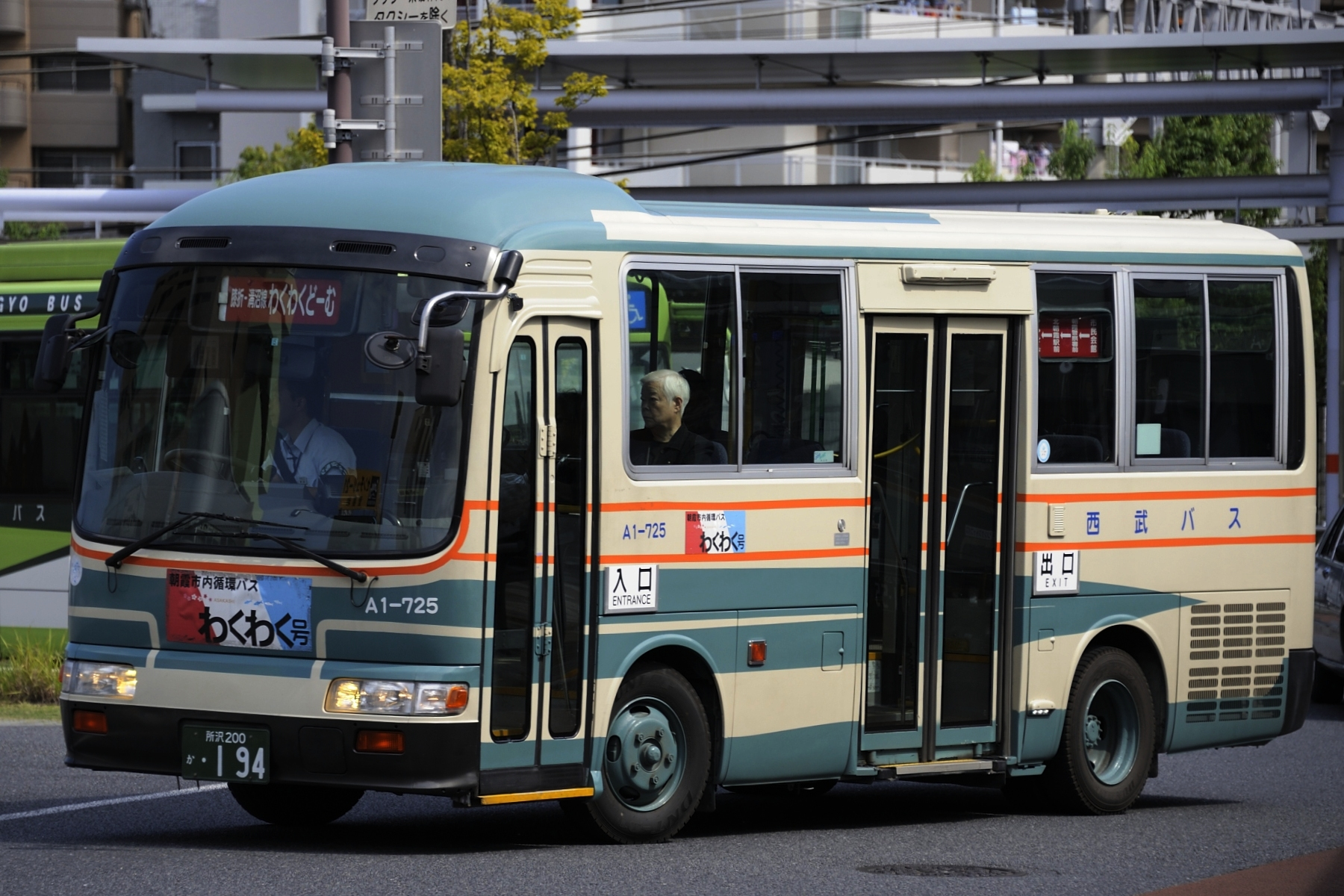
西武バスカラー（笹カラー）の日野・リエッセによる代走
西武バス A1-725号車

#### 2代目車両
- 日野・レインボーHR (KK-HR1JEEE)
  - 全長7mの小型バス（定員35名）
  - バリアフリーのためノンステップバスを採用
  - 環境に配慮してCNG改造車を使用（CNG車でない車両も存在）

2003年10月1日より使用された2代目専用車両。初代車両が2003年の自動車排出ガス規制に適合しなくなるため代替された。
2代目から車種が統一され、車両は全て朝霞市が購入して保有し、各事業者の営業所に配置された。レインボーHRの7ｍ車のCNG改造車は全国的にも珍しいものであった。2代目車両も当初は初代カラーで導入され、わくわく号ラッピングに変更されるまでの1年間は初代カラーをまとっていた。
2004年10月1日の路線再編にともない、愛称「わくわく号」が公募により決定。車両デザインもわくわく号ラッピングに変更された。前面に大きく「わくわく号」の文字が入り、朝霞市の花ツツジと、市内を流れる黒目川の魚を描いた、ピンクとブルーの印象的なデザインとなった。バス停留所のデザインも変更され、新デザインのわくわく号車両が描かれたものとなった。
また専用車両の故障や検査などの際には、各事業者の一般路線カラーの小型車（日野・リエッセ）が代走することもあった。この場合は車体に「わくわく号」のマグネットを付けて運用していた。
また代走車として、西武バスでは日産ディーゼル・スペースランナーRM、国際興業バスではいすゞ・エルガミオなどの中型車が使用されることもあった。

#### 初代車両
- 東武バス - 日野・レインボーRB (U-RB)　前後扉　新座営業所所属　9403号車（当時は東武鉄道直営）
- 西武バス -  日野・レインボーRB (U-RB2WGAA)　前後扉　新座営業所所属　A4-145号車　1994年式
- 国際興業バス - いすゞ・ジャーニーQ (U-MR132D)　前後扉　西浦和営業所所属　701号車　1994年式

1994年の運行開始時より使用された初代車両。各社1台ずつ専用車両が新車導入された。
3社とも朝霞市内循環バス専用塗装で、「わくわく号」の愛称が付く以前の初代カラー。白地に淡いピンクとグリーンの斜めストライプと、朝霞市の市章にも採用されている羽ばたく飛鳥の絵が描かれていた。前後2扉のマイクロバスが使用されており、3社で車種は統一されていなかった。